# Lobio
Lobio (Georgisch: ლობიო) is een bonengerecht uit Georgië. Het woord lobio betekent letterlijk 'boon'. Er bestaan vele varianten die zowel koud als warm gegeten kunnen worden, meestal vegetarisch en als stoofpot. Het gerecht kent verschillende gradaties van pittigheid.

## Achtergrond
Er is al eeuwen een gerecht in de Georgische keuken met de naam "lobio" gemaakt van paarse peulen, ook wel hyacinthboon genoemd. Dit is de vrucht van de Lablab purpureus, een lid van de Vlinderbloemenfamilie. Pas aan het eind van de 17e eeuw kwamen bonen vanuit Zuid-Amerika in Georgië terecht en werden verschillende varianten daarvan geïntroduceerd in de lobio. De meest voorkomende variant is met nierbonen.
De lobio was basisvoedsel voor Georgische gezinnen in moeilijke tijden door het simpel te bereiden karakter met ingrediënten die altijd ruim voorhanden waren in Georgië. Ook in de chaotische jaren 90 van de 20e eeuw, toen de energievoorziening gebrekkig was, was lobio een populair gerecht doordat het makkelijk in grote hoeveelheden gemaakt kon worden om later op te eten.

## Ingrediënten
Lobio is er in vele varianten, zowel per regio als per huishouden. In de westelijke regio's is de lobio vaak pittiger, terwijl de oost-Georgische variant veelal milder is. Het kan een dikkere of dunnere samenstelling als een soep hebben, een variatie aan ingrediënten, en het kan koud of warm gegeten worden. Het gerecht is in principe vegetarisch, maar er zijn ook variaties met vlees. 
Ongeacht de precieze samenstelling, de basis bestaat in ieder geval uit bonen, voornamelijk nierbonen, en verder uien, knoflook, verse koriander en peterselie en meestal walnoten. Andere optionele ingrediënten en smaakmakers zijn chilipeper, fenegriek en wortelen. Om een zurige smaak toe te voegen kan tkemali (pruimensaus), granaatappel of azijn worden toegevoegd. Door het grote gehalte aan bonen is het een calorierijk gerecht.
Het gerecht wordt doorgaans opgediend in een aardewerken pot begeleid met maisbrood (mtsjadi).